# Адолф III (Берг)
Адолф III (на немски: Adolf III von Berg) от Дом Берг-Алтена е граф на Берг от 1189 до 1218 г.

## Биография
Роден е около 1176/1178 година. Той е син на граф Енгелберт I († юли 1189) и съпругата му Маргарета от Гелдерн (1158 – 1185), дъщеря на граф Хайнрих I от Гелдерн († 1182). По-малкият му брат Енгелберт I (1185 – 1225) е архиепископ на Кьолн (1216 – 1225).
След смъртта на баща му през 1189 г. по време на Третия кръстоносен поход Адолф наследява Графство Берг. През 1212 г. той участва в Албигойския кръстоносен поход. Адолф III тръгва през 1218 г. в Петия кръстоносен поход и умира от епидемия като командир на рейнската и фризийската войска на 7 август 1218 г. при обсадата на Дамиета в Египет. Фамилията Берг-Алтена измира така по мъжка линия.
Последван е като граф от брат му архиепископ Енгелберт I от Кьолн като Енгелберт II. След неговото убийство през 1225 г. граф на Берг става Хайнрих фон Лимбург.

## Фамилия
Най-късно от 1204 г. Адолф е женен за Берта (Херта) († 1244), която вероятно произлиза от фамилията Сайн. Двамата имат само една дъщеря:
- Ирмгард фон Берг (* ок. 1204, † 11 – 13 август 1248 или 1249), наследничка на Берг, омъжена от 1216 г. за херцог Хайнрих фон Лимбург (1200 – 1246).